# L'Haÿ-les-Roses (stanice metra v Paříži)
L'Haÿ-les-Roses je stanice na lince 14 pařížského metra, která se nachází na území obce L'Haÿ-les-Roses. K jejímu uvedení do provozu došlo 24. června 2024.

## Poloha
Stanice se nachází ve východní části města L'Haÿ-les-Roses poblíž obce Chevilly-Larue mezi čtvrtěmi Jardin Parisien a Les Sorbiers. Budova pro cestující se nachází na křižovatce rue de Bicêtre a rue de Lallier.

## Výstavba
Před stanicí se nachází malé náměstí, které ústí do rue de Bicêtre. Jeho začlenění do husté obytné oblasti procházející rekvalifikací umožňuje vytvoření nového centra a podporuje program městské obnovy navrhovaný ve čtvrtích Sorbiers, Saussaie v Chevilly-Larue, Lallier-Bicêtre a Jardin Parisien v L'Haÿ-les-Roses a Sainte-Colombe ve Villejuif. Stanice se také nachází v blízkosti několika komerčních zón na území tří dotčených obcí a také v jižní části provozu Campus Grand Parc.
V březnu 2018 byla zakázka na inženýrské stavby svěřena firmě Razel-Bec, dceřiné společnosti Fayat Group, v konsorciu s Eiffage Civil Engineering, Sefi-Intrafor, Eiffage Fondations a I.CO.P.
Návrh stanice byl svěřen architektonické firmě Franklin Azzi Architecture.
Studio Nonotak (Noémi Schipfer a Takami Nakamoto) navrhlo umělecké dílo pro stanici ve spolupráci s architektem Franklinem Azzim.

## Dějiny
Stanice byla nejprve pojmenována podle názvu svého projektu Chevilly – Trois Communes. Oficiální název stanice byl upraven na základě veřejné konzultace, která proběhla od 20. června do 4. července 2022 mezi třemi návrhy: L'Haÿ-les-Roses, Lallier-Bicêtre a Paul Hochart. Dne 27. července 2022 bylo oznámeno, že voliči zvolili jméno L'Haÿ-les-Roses.